# أحمد المختار
أحمد المختار مواليد 19 فبراير 1993 في المدينة المنورة، هو لاعب كرة سلة سعودي. بدأ مسيرته الاحترافية في سنة 2013. يلعب مع نادي العلا لكرة السلة في الدوري السعودي الممتاز لكرة السلة. يبلغ طوله 6 قدم 3 بوصة (1.9 م).

## روابط خارجية
- أحمد المختار على موقع كرة السلة الأوروبية.كوم (الإنجليزية)
- أحمد المختار على موقع ريلجم (الإنجليزية)
- أحمد المختار على موقع بروبوليرز (الإنجليزية)